# Psychotria minuta
Psychotria minuta är en måreväxtart som beskrevs av Ernest Marie Antoine Petit. Psychotria minuta ingår i släktet Psychotria och familjen måreväxter. Inga underarter finns listade i Catalogue of Life.